# Línea Brighton
La línea Brighton es una línea de tránsito rápido de la División B del metro de la ciudad de Nueva York en Brooklyn, Ciudad de Nueva York, Estados Unidos. El servicio local es proveído por los trenes Q, y los trenes B aunque durante el día operan sobre las vías expresas, de lunes a domingo. La Q empieza en el extremo sur de la línea Brighton, en Coney Island–Avenida Stillwell, y pasa sobre las vías del puente de Manhattan y a lo largo de la línea Broadway hacia Midtown Manhattan, mientras que el servicio B empieza en Brighton Beach, por las vías en sentido norte y durante las horas pico desde la línea de la Sexta Avenida hacia Bedford Park y en otros horarios en Harlem, Manhattan.

## Reseña histórica

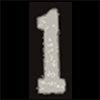
Designación de la ruta BMT Triplex

La línea Brighton abrió desde la entrada Willink del Prospect Park (moderna intersección de la Avenida Flatbush y la Avenida Ocean y Empire Boulevard) hacia Brighton Beach (a orillas de la moderna Avenida Coney Island) el 2 de julio de 1878 y toda la línea el 18 de agosto. La línea ha sido conocida desde su apertura como la línea Brighton Beach, pero ahora es descrita por el MTA y los usuarios como la línea Brighton.
Después de perder su conexión con el ferrocarril de Long Island en 1883, el ferrocarril tuvo tiempos difíciles al reorganizar los ferrocarriles de Brooklyn y Brighton Beach. La búsqueda de una nueva ruta para sus viajes de excursiones de negocios y el comercio local en las comunidades a lo largo de su vía, llevó a firmar un acuerdo con el Ferrocarril elevado del condado de Kins para conectar su alinea de la Calle, dándole acceso a los pasajeros hacia el nuevo puente de Brooklyn y Manhattan. Esto se logró en 1896.
Una serie de fusiones y arrendamientos puso la línea Brighton Beach en manos de la Brooklyn Rapid Transit Company (BRT), una asociación económica en la que eventualmente empezó a controlar la mayoría de las líneas de metro, tranvías y autobuses en Brooklyn y partes de Queens. Por un tiempo la línea fue electrificada con cables de tranvías, varios tranvías elevados y de superficie operaban en la línea.
En 1923 la BRT fue reorganizada como Brooklyn-Manhattan Transit Corporation (BMT). En 1940, la BMT fue comprada por la ciudad de Nueva York, y las operaciones pasaron al Comité de Transporte de la ciudad, en la cual operaba el Independent Subway System (IND).

## Descripción física

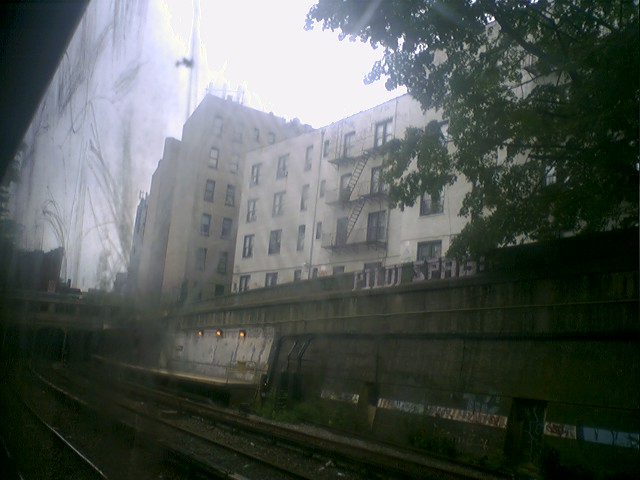
La línea Brighton pasando sobre Brooklyn

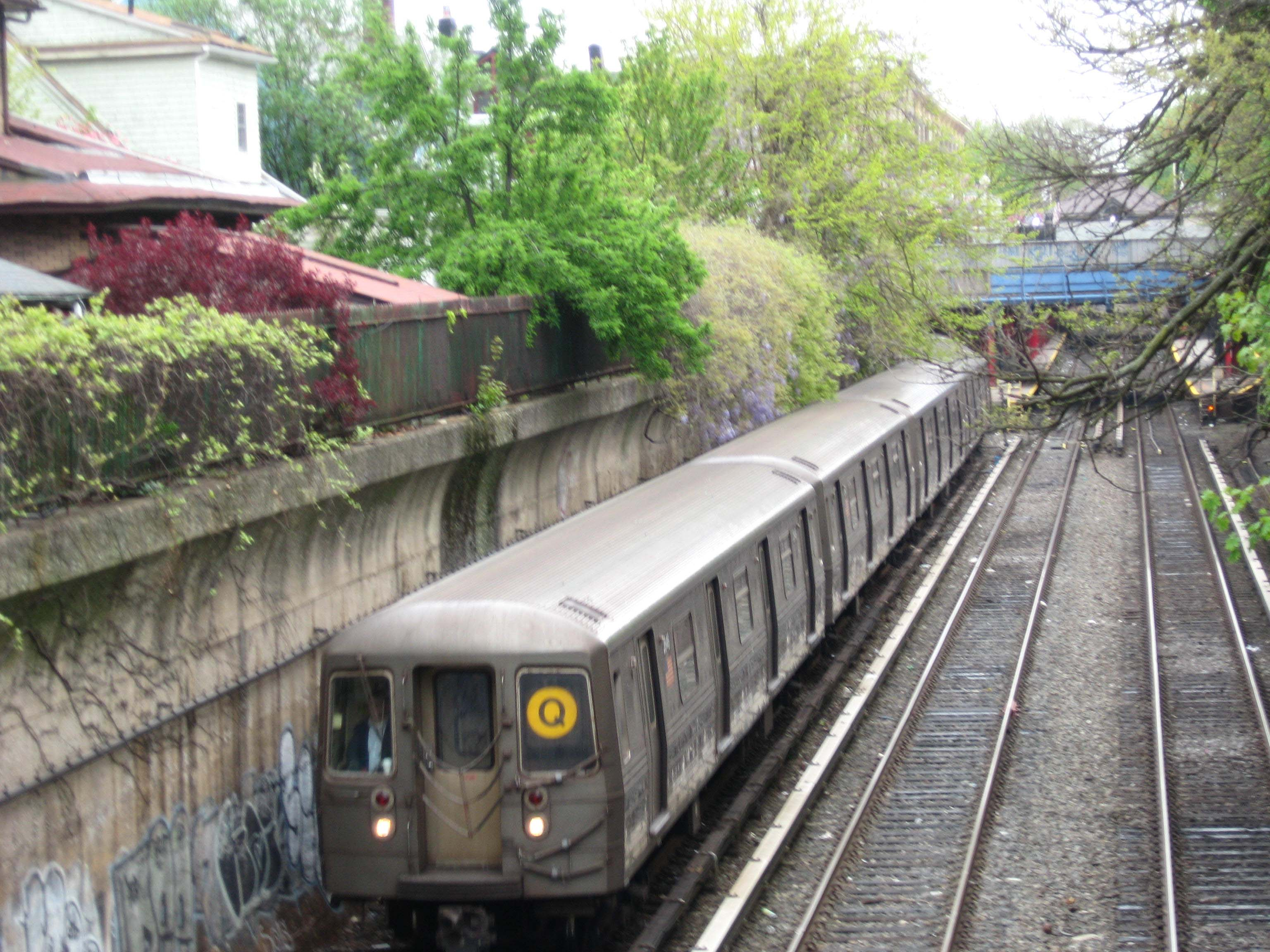
El servicio Q en una trinchera al sur de Prospect Park

La línea original tenía dos vías para trenes de alta velocidad que operaba desde la estación bedform, en la Avenida Atlantic cerca de la Avenida Franklin en la ciudad de Brooklyn, en donde se conectaba con el ramal Atlantic del ferrocarril de Long Island. Desde la estación Bedford la línea operaba en vías privadas (varias cuadras al sur de Park Place), que luego cruzaba por un paso a nivel, y luego en una vía abierta con calles cruzándola en lo que ahora se conoce como Crown Heights y Flatbush, y llegaba hasta Church Lane (ahora como la Avenida Church ) en el pueblo y villa de Flatbush. Desde ese punto la línea continuaba hasta Beverley Road entre Marlborough Road (Calle 15 Este) y la Calle 16 Este, girando al suroeste y operando entre el pueblo de Flatbush y Gravesend hacia Sheepshead Bay, después de giraba al sur para llegar a la playa de Brighton en Coney Island en el pueblo de Gravesend.

## Información sobre las codificaciones
Toda la línea principal de la Línea Brighton (excluyendo la Franklyn Avenue Shuttle) está codificada como BMT A. La codificación de esta Línea no tiene ninguna relación con las letras asignadas a los servicios de la línea Brighton, que son los servicios B para el servicio expreso y la Q para el servicio local.

### Encadenamiento Cero
Chaining zero o encadenamiento cero es la BMT Sur, localizada justo al norte de la estación de la Calle 57 de la línea Broadway vía el puente de Manhattan. La línea Brighton recoge esta cadena al sur de la estación de la Avenida DeKalb.

### Direcciones del ferrocarril
El ferrocarril norte va hacia Manhattan, aunque generalmente viaja hacia el norte-noroeste.

### Numeración de vías
- Vías con números impares están lejos de Manhattan (sentido sur)
- Vías con números pares van hacia Manhattan (sentido norte)
- Las vías 1 y 2 son usualmente usadas para viajes locales (las vías exteriores están mostradas en "molde")
- Las vías 3 y 4 son usualmente usadas para viajes expresos (las vías interiores están mostradas en negrita)
- Las vías de servicios especiales están mostradas en cursiva)

| Desde                                                 | A                                                     | Ordenamiento de vías | Orientación de vías | Comentarios                                                                     |
| ----------------------------------------------------- | ----------------------------------------------------- | -------------------- | ------------------- | ------------------------------------------------------------------------------- |
| Avenida DeKalb                                        | Prospect Park                                         | A3-A4                | NNO                 | sin vías locales                                                                |
| Prospect Park                                         | Brighton Beach                                        | A1-A3-A4-A2          | NNO                 | las vías locales sólo para la estación Prospect Park de la línea Franklin       |
| Brighton Beach                                        | Ocean Parkway                                         | A1-A5-A3-A4-A6-A2    | OSO                 | las vías A3-A4 fueron originalmente vías expresas; A5-A6 son vías de almacenaje |
| Ocean Parkway                                         | Octava Calle Oste–New York Aquarium (nivel superior)  | A3-A4                | OSE                 |                                                                                 |
| Ocean Parkway                                         | Octava Calle Oeste–New York Aquarium (nivel inferior) | A1-A2                | OSO                 | abandonada en 1954                                                              |
| Octava Calle Oeste–New York Aquarium (nivel superior) | Coney Island–Avenida Stillwell (vías C-D)             | A3-A4                | OSO                 | Todos los trenes de la línea Brighton                                           |
| Octava Calle Oeste (nivel inferior)                   | Coney Island–Avenida Stillwell (vías E-F)             | A1-A2                | OSO                 | ahora usada solo por la línea IND Culver                                        |

### Identificación telegráfica
La telegrafía usada en la terminal de la línea Brighton Beach fue BC y en el pasado toda la línea Brighton había sido conocida con las letras BC como forma abreviada en los documentos internos, aunque ahora ya no se usa y poco usada por los pasajeros.

## Lista de estaciones
| Leyenda de la estación de servicio   | Leyenda de la estación de servicio                       |
| ------------------------------------ | -------------------------------------------------------- |
| Hace paradas todo el tiempo          | Paradas todo el tiempo                                   |
| Hace paradas todo el tiempo          | Paradas todo el tiempo excepto a altas horas de la noche |
| Hace paradas sólo en la noche        | Paradas sólo en la noche                                 |
| Hace paradas sólo los días de semana | Paradas en días de semana                                |
| Hace paradas sólo en horas pico      | Paradas sólo en horas pico                               |
| Detalles del periodo de tiempo       |                                                          |

| Acceso para discapacitados | Estación                             | Vías  | Servicios | Apertura                             | Transferencias y notas                                                                         |
| -------------------------- | ------------------------------------ | ----- | --------- | ------------------------------------ | ---------------------------------------------------------------------------------------------- |
| Acceso para discapacitados | Avenida DeKalb                       | ambas | B Q       | 1 de agosto de 1920                  | D N R (línea de la Cuarta Avenida)                                                             |
| Acceso para discapacitados | Avenida Atlantic                     | ambas | B Q       | 1 de agosto de 1920                  | 2 3 4 5 (línea Eastern Parkway) D N R (línea de la Cuarta Avenida) LIRR en la Avenida Flatbush |
|                            | Séptima Avenida                      | ambas | B Q       | 1 de agosto de 1920                  |                                                                                                |
| Acceso para discapacitados | Prospect Park                        | ambas | B Q       | 2 de julio de 1878                   | S (línea de la Avenida Franklin)                                                               |
|                            | Avenida Parkside                     | local | Q         | por 1895[cita requerida]             |                                                                                                |
|                            | Avenida Church                       | ambas | B Q       | 2 de julio de 1878                   |                                                                                                |
|                            | Beverley Road                        | local | Q         | por 1899[cita requerida]             |                                                                                                |
|                            | Cortelyou Road                       | local | Q         | por 1902[cita requerida]             |                                                                                                |
|                            | Avenida Newkirk                      | ambas | B Q       | 2 de julio de 1878                   |                                                                                                |
|                            | Avenida H                            | local | Q         | 1896 o 1897 (como Fiske Terrace)     |                                                                                                |
|                            | Avenida J                            | local | Q         | 23 de agosto de 1907[cita requerida] |                                                                                                |
|                            | Avenida M                            | local | Q         | por 1888[cita requerida]             |                                                                                                |
|                            | Kings Highway                        | ambas | B Q       | 2 de julio de 1878                   |                                                                                                |
|                            | Avenida U                            | local | Q         | por 1898[cita requerida]             |                                                                                                |
|                            | Neck Road                            | local | Q         | Julio o agosto de 1878               |                                                                                                |
|                            | Sheepshead Bay                       | ambas | B Q       | 2 de julio de 1878                   |                                                                                                |
|                            | Brighton Beach                       | ambas | B Q       | 2 de julio de 1878                   |                                                                                                |
|                            | Ocean Parkway                        | ambas | Q         | 22 de abril de 1917                  |                                                                                                |
|                            | Octava Calle Oeste–New York Aquarium | ambas | Q         | 19 de mayo de 1919                   |                                                                                                |
| Acceso para discapacitados | Coney Island–Avenida Stillwell       | ambas | Q         | 29 de mayo de 1919                   | D (línea West End) F (línea Culver) N (línea Sea Beach)                                        |